# Куетрон-о-Перш
Куетрон-о-Перш (фр. Couëtron-au-Perche) — муніципалітет у Франції, у регіоні Центр — Долина Луари, департамент Луар і Шер. Куетрон-о-Перш утворено 1-1-2018 шляхом злиття муніципалітетів Арвіль, Уаньї, Сент-Ажі, Сент-Аві i Суде. Адміністративним центром муніципалітету є Суде. Населення — 1028 осіб (01.01.2021).